# Web Ontology Language
OWL (ang. Web Ontology Language) – język ze składnią opartą na XML, a semantyką opartą na logice opisowej (ang. description logics). Stanowi rozszerzenie RDF (ang. Resource Description Framework). Służy do reprezentacji i przetwarzania danych w sieci WWW. OWL służy do opisywania danych w postaci ontologii i budowania w ten sposób tzw. Semantycznego Internetu.
Istnieją trzy odmiany języka OWL:
- OWL Lite;
- OWL DL   (rozszerzenie OWL Lite);
- OWL Full (rozszerzenie OWL DL).

OWL został uznany w lutym 2004 roku za standard przez W3C.
RDF i OWL są bardzo podobne i dotyczą tego samego problemu, jednak OWL jest językiem bardziej rozbudowanym, z większym słownikiem i mocniejszą składnią.